# Borba (Zeitung)
Die Borba (Der Kampf), serbisch-kyrillisch Борба, wurde 1922 gegründet und war die Parteizeitung der Kommunistischen Partei Jugoslawiens. Nach dem Ende Jugoslawiens erschien die Tageszeitung bis 2009 in Serbien.

## Geschichte

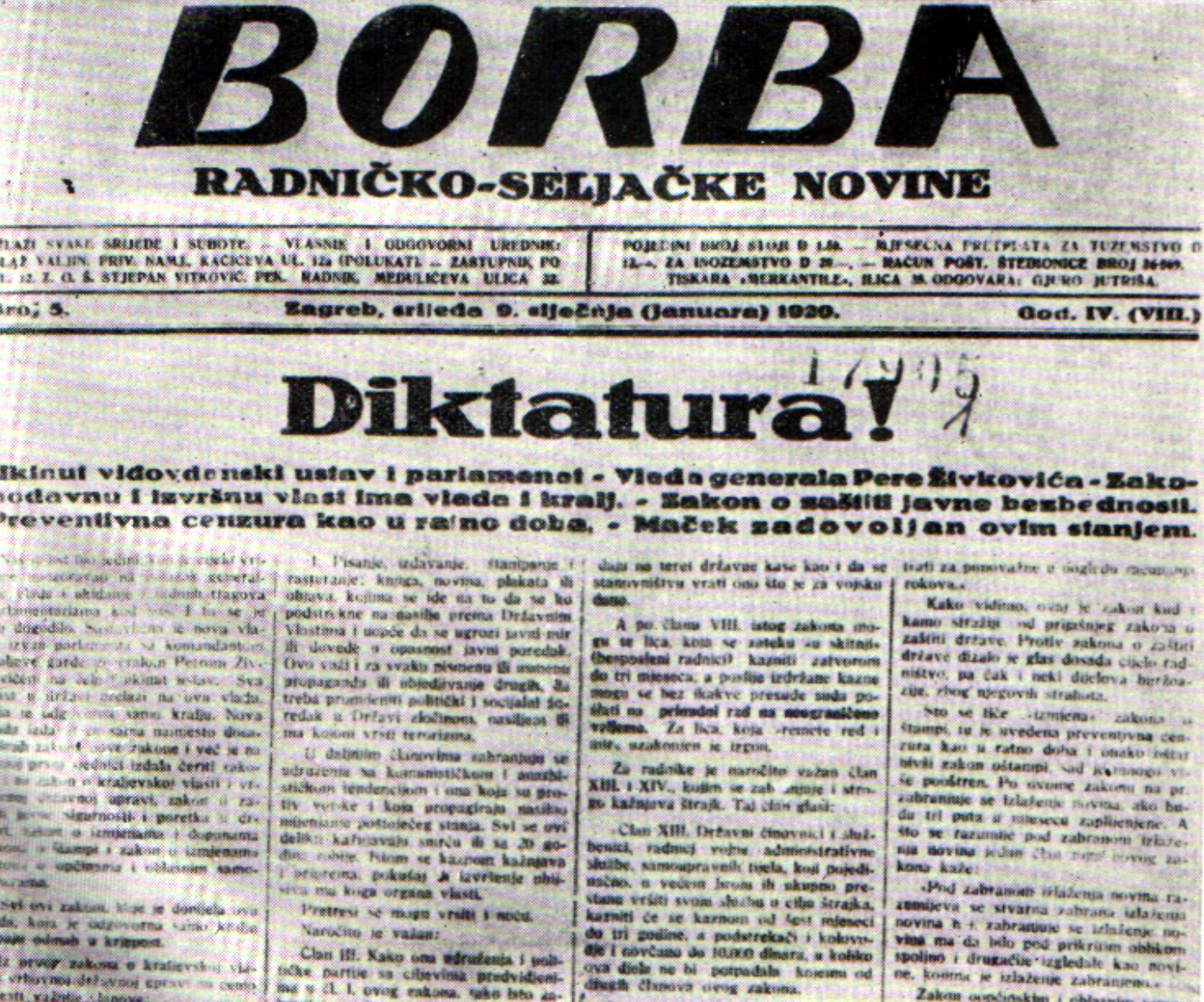
Artikel gegen die Einführung von Alexanders Königsdiktatur

Die erste Ausgabe der Borba erschien am 19. Februar 1922 in Zagreb. Nach Errichtung der Königsdiktatur Alexanders I. wurde die Zeitung am 13. Januar 1929 verboten.

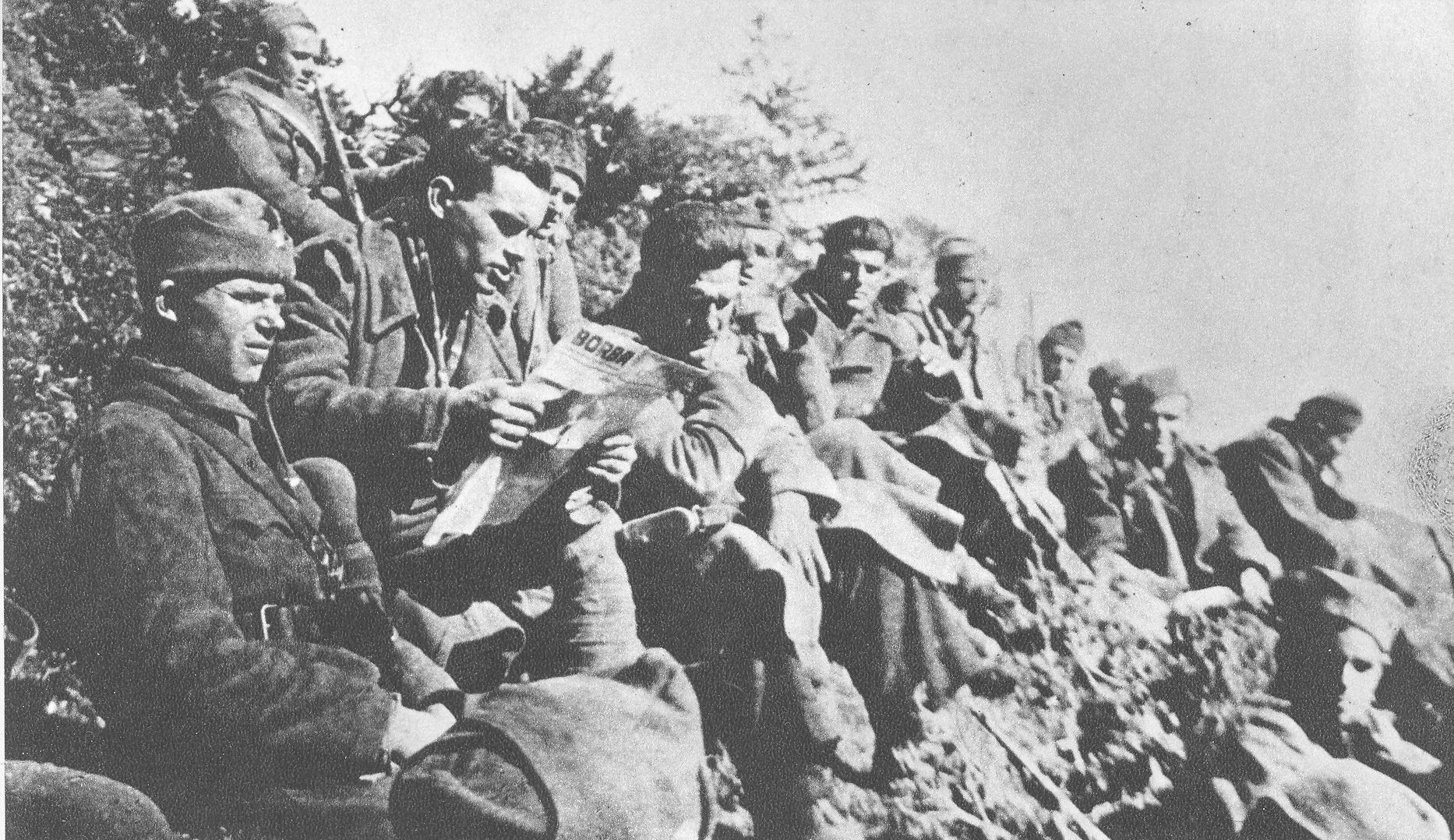
Tito-Partisanen beim Lesen der Borba (1942)

Während des Zweiten Weltkriegs wurde sie 1941 einige Wochen im von den Partisanen befreiten Užice herausgebracht. Im Winter 1942/43 erschien sie in der bosnischen Ortschaft Drinić. Nach der Befreiung Belgrads am 15. November 1944 wurde die Borba als erste jugoslawische Tageszeitung in der Hauptstadt herausgegeben. 1948 übersiedelte die Redaktion wieder zurück nach Zagreb.

Nachdem die serbische Regierung Borba unter seine editoriale Kontrolle gebracht hatte, gründeten einige ehemalige unabhängige Redakteure Naša Borba.
Die Borba wurde Ende 2008 privatisiert. Die erste überarbeitete Ausgabe erschien am 15. Januar 2009 und im gleichen Jahr wurde die Zeitung eingestellt.

## Verantwortliche
Als Herausgeber, Chefredakteure und Direktoren wirkten unter anderem Ante Ciliga, Milovan Đilas, Zlatko Šnajder, Vladimir Čopić, Ivan Krndelj, Ognjen Prica, Josip Kraš, Veselin Masleša, Marijan Stilinović, Puniša Perović, Veljko Vlahović, Vlajko Begović, Lazar Mojsov, Moma Marković und Vladimir Dedijer.